# ایهور مالیش
ایهور مالیش (اوکراینی: Ігор Анатолійович Малиш؛ زادهٔ ۱۵ ژوئیهٔ ۱۹۸۳) بازیکن فوتبال اهل اوکراین است.
از باشگاه‌هایی که در آن بازی کرده‌است می‌توان به باشگاه فوتبال اوورلا اوژهورود، باشگاه فوتبال نمان گرودنو، باشگاه فوتبال اوبولون-برووار کیف، و باشگاه فوتبال مکابی پتخ تیکوا اشاره کرد.